# SIMMTECH GRAPHICS
株式会社SIMMTECH GRAPHICS（SIMMTECH GRAPHICS Co.,Ltd. ）は、長野県茅野市に本社を持つプリント基板・プリント回路事業・電子部品メーカーである。
2016年に韓国シムテック社との資本・業務提携を行い、2020年1月に、社名を、株式会社SIMMTECH GRAPHICS（SIMMTECH GRAPHICS Co.,Ltd. ）に変更。

## 沿革[2]
- 1961年2月 - 長野県茅野市にイースタン金属工業株式会社設立。
- 1973年7月 - 社名を株式会社イースタンに変更。
- 1995年4月 - イースタンニューヨーク事務所開設。
- 2000年9月 - イースタンマレーシア事務所開設。
- 2001年4月 - イースタンマニラ事務所開設。
- 2016年7月 - 株式会社 STJ Holdingsとの資本・業務提携。
- 2016年10月 - パワーシステム事業部を吸収分割で株式会社三社電機製作所に譲渡。
- 2020年1月 - 社名を株式会社SIMMTECH GRAPHICS（SIMMTECH GRAPHICS Co.,Ltd. ）に変更。